# Jorke Kooijenga
Jorke Kooijenga (21 de octubre de 1998) es un deportista neerlandés que compitió en remo. Ganó una medalla de bronce en el Campeonato Europeo de Remo de 2018, en la prueba de cuatro scull ligero.

## Palmarés internacional
| Campeonato Europeo | Campeonato Europeo    | Campeonato Europeo | Campeonato Europeo  |
| Año                | Lugar                 | Medalla            | Prueba              |
| ------------------ | --------------------- | ------------------ | ------------------- |
| 2018               | Glasgow (Reino Unido) | Medalla de bronce  | Cuatro scull ligero |